# Zbigniew Rybczyński
Zbigniew Rybczyński (poloneză: [ˈzbiɡɲɛf rɨpˈt͡ʂɨɲskʲi]; n. 27 ianuarie 1949, Łódź, Polonia) este un regizor, scenarist și producător de filme animate experimentale, care a câștigat Premiul Oscar pentru cel mai bun scurt metraj de animație pentru „Tango” în 1982.